# Vanja Bulić
Vanja Bulić (Kumanovo, 1947.) srpski je novinar.

## Životopis
Vanja Bulić, rođen je 1947. godine u Kumanovu a od 1952. godine živi u Beogradu. U mladosti je bio član rock sastava „Sidra” i igrao odbojku u „Radničkom”.
Bio je scenarist tri TV serije: „Jugovići” (RTS 1988.), „Drugo stanje” (BK televizija 2006.) i „Javlja mi se iz dubine duše” (TV Košava 2007.) Koscenarist je filma Lijepa sela lijepo gore i scenarist filma „Drugo stanje”. Radio je dugo godina i kao urednik magazina „Duge”.
Pohađao je Devetu beogradsku gimnaziju. Ima tri sina Dušana, Ivana i Ognjena i član je Udruženja književnika Srbije.